# Liste der Naturdenkmale in Dortmund

Stadtwappen Dortmund

Die Liste der Naturdenkmale in Dortmund enthält Naturdenkmale aus dem Landschaftsplan von 2020. Gelistet sind Bäume, Baumgruppen, Alleen und Findlinge, die aus wissenschaftlichen, naturgeschichtlichen und landeskundlichen Gründen von Bedeutung sind oder durch ihre Seltenheit, Eigenart und Schönheit beeindrucken. Neben den besonderen Einzelschöpfungen der Natur gibt es in Dortmund mehrere flächige Naturdenkmäler. Als flächige Naturdenkmäler gelten hier besondere Alleen und Baumgruppen, die im Bezug zu Straßen und historischen Gebäuden stehen und unter 5 ha groß sind.
Insgesamt sind im Landschaftsplan 76 Naturdenkmale, davon flächige gelistet.
| Bild                          | Nummer | ex    | Bezirk         | Name                           | Standort                                                                                   | Stammumfang | Länge | Fläche  | Pflanzjahr |
| ----------------------------- | ------ | ----- | -------------- | ------------------------------ | ------------------------------------------------------------------------------------------ | ----------- | ----- | ------- | ---------- |
|                               | ND-01  | ND013 | Mengede        | Hainbuchenallee                | Schlosspark Haus Bodelschwingh ⊙                                                           | 90 – 320 cm | 70 m  | 744 m²  | 1885       |
| ND-02 Bergahornallee          | ND-02  | ND025 | Mengede        | Bergahornallee                 | Zuweg Familiengruft Bodelschwingh, Bodelschwingher Wald, westlich der A 45 ⊙               | 350 cm      | 140 m | 1560 m² |            |
| Sumpfzypressen                | ND-03  | ND067 | Innenstadt-Ost | Baumgruppe aus Sumpfzypressen  | Westfalenpark, Japanischer Garten, am Rande der Teichanlage, Nähe des Parkeingangs Hörde ⊙ | 90 – 130 cm |       | 1995 m² | 1925       |
| Lindenallee                   | ND-04  | ND095 | Hombruch       | Allee aus Holländischen Linden | Rombergpark ⊙                                                                              | 230 cm      | 255 m | 5100 m² | 1825       |
| Baumgruppe aus Sumpfzypressen | ND-05  | ND098 | Hombruch       | Sumpfzypressenbestand          | Teich im Rombergpark ⊙                                                                     |             |       | 3041 m² | 1940       |

| Bild                                            | Nummer | ex    | Bezirk          | Name                                             | Standort                                                      | Stammumfang               | Pflanzjahr |
| ----------------------------------------------- | ------ | ----- | --------------- | ------------------------------------------------ | ------------------------------------------------------------- | ------------------------- | ---------- |
| Trauerbuche                                     | ND-06  | ND001 | Mengede         | Trauerbuche                                      | Volksgarten Mengede ⊙                                         | 210 cm                    | 1915       |
| Trauerbuche                                     | ND-07  | ND002 | Mengede         | Trauerbuche                                      | Volksgarten Mengede ⊙                                         | 210 cm                    | 1915       |
|                                                 | ND-08  | ND004 | Eving           | Findling (quarzreicher Granit)                   | Bachsiepen im Naturschutzgebiet Süggel ⊙                      | 160 × 150 × 80 cm         |            |
|                                                 | ND-09  | ND005 | Eving           | Rotbuche (Süggelbuche)                           | Süggelwald                                                    | 630 cm                    | 1810       |
|                                                 | ND-10  | ND006 | Scharnhorst     | Findling                                         | Kleingartenanlage Grüne Tanne                                 | 100 × 60 × 100 cm         |            |
| Stieleichen                                     | ND-11a | ND007 | Scharnhorst     | Stieleichen                                      | Im Bönninghauser Kamp westlich Kurler Str. ⊙                  | 250 – 300 cm              | 1885       |
| Stieleichen                                     | ND-11b | ND007 | Scharnhorst     | Stieleichen                                      | Im Bönninghauser Kamp westlich Kurler Str. ⊙                  | 250 – 300 cm              | 1885       |
| Stieleichen                                     | ND-11c | ND007 | Scharnhorst     | Stieleichen                                      | Im Bönninghauser Kamp westlich Kurler Str. ⊙                  | 250 – 300 cm              | 1885       |
| Stieleiche                                      | ND-12  | ND008 | Scharnhorst     | Stieleiche                                       | Am Zuschlag, westlich des Friedhofs ⊙                         | 340 cm                    | 1885       |
| Schloß Bodelschwingh mit Park                   | ND-13  | ND015 | Mengede         | zweistämmiger Tulpenbaum                         | Schlosspark Haus Bodelschwingh ⊙                              | 320 + 370 cm              | 1860       |
| ND-14 Blutbuche                                 | ND-14  | ND016 | Mengede         | Blutbuche                                        | Schlosspark Haus Bodelschwingh ⊙                              | 400 cm                    | 1820       |
| ND-15 Blutbuche                                 | ND-15  | ND017 | Mengede         | Blutbuche                                        | Schlosspark Haus Bodelschwingh ⊙                              | 470 cm                    | 1805       |
| Schloß Bodelschwingh mit Park                   | ND-16  | ND018 | Mengede         | Sumpfzypresse                                    | Schlosspark Haus Bodelschwingh ⊙                              | 260 cm                    | 1835       |
| Schloß Bodelschwingh mit Park                   | ND-17  | ND021 | Mengede         | Stieleiche                                       | Schlosspark Haus Bodelschwingh ⊙                              | 220 cm                    | 1835       |
| ND-18 Blutbuche                                 | ND-18  | ND022 | Mengede         | Blutbuche                                        | Schlosspark Haus Bodelschwingh ⊙                              | 430 cm                    | 1820       |
| ND-19 Esskastanie                               | ND-19  | ND024 | Mengede         | Esskastanie                                      | Schlosspark Haus Bodelschwingh ⊙                              | 430 cm                    | 1810       |
| ND-20 Rotbuche                                  | ND-20  | ND026 | Mengede         | Rotbuche                                         | Siepen im Bodelschwingher Wald ⊙                              | 420 cm                    | 1870       |
| Winterlinde                                     | ND-21  | ND027 | Eving           | Winterlinde                                      | Nordfriedhof ⊙                                                | 340 cm                    | 1875       |
| ND-22 Eiben                                     | ND-22  | ND030 | Lütgendortmund  | Eiben (Dreiergruppe)                             | Volksgarten Lütgendortmund ⊙                                  | 210 + 130 + 150 cm        | 1895       |
| ND-23 Eibe                                      | ND-23  | ND031 | Lütgendortmund  | Eibe                                             | Volksgarten Lütgendortmund ⊙                                  | 260 cm                    | 1895       |
| ND-24 Trompetenbaum                             | ND-24  | ND033 | Lütgendortmund  | Trompetenbaum                                    | Volksgarten Lütgendortmund ⊙                                  | 300 cm                    | 1895       |
|                                                 | ND-25  | ND035 | Lütgendortmund  | Rotbuche (zweistämmig)                           | Volksgarten Lütgendortmund (vermutlich gefällt und ersetzt) ⊙ | 300 + 420 cm              | 1875       |
| ND-26 Platane                                   | ND-26  | ND036 | Lütgendortmund  | Platane                                          | Volksgarten Lütgendortmund ⊙                                  | 510 cm                    | 1885       |
| ND-27 Hainbuche                                 | ND-27  | ND037 | Lütgendortmund  | Hainbuche                                        | Park Haus Dellwig ⊙                                           | 250 cm                    | 1875       |
| ND-28 Rosskastanie                              | ND-28  | ND038 | Lütgendortmund  | Rosskastanie                                     | Park Haus Dellwig ⊙                                           | 440 cm                    | 1860       |
| ND-29 Blutbuche                                 | ND-29  | ND039 | Lütgendortmund  | Blutbuche                                        | Park Haus Dellwig ⊙                                           | 520 cm                    | 1860       |
| ND-30 Platane                                   | ND-30  | ND042 | Lütgendortmund  | Platane                                          | Park Haus Dellwig ⊙                                           | 510 cm                    | 1860       |
| ND-31 Magnolie                                  | ND-31  | ND043 | Lütgendortmund  | Magnolie                                         | Park Haus Dellwig ⊙                                           | 420 cm (Summe der Stämme) | 1835       |
| ND-32 Scheinzypressen und Eiben                 | ND-32a | ND044 | Lütgendortmund  | Baumgruppe aus Scheinzypressen und Eiben, Baum A | Park Haus Dellwig ⊙                                           | 120 cm                    | 1875       |
| ND-32 Scheinzypressen und Eiben                 | ND-32b | ND044 | Lütgendortmund  | Baumgruppe aus Scheinzypressen und Eiben, Baum B | Park Haus Dellwig ⊙                                           | 150 cm                    | 1875       |
| ND-32 Scheinzypressen und Eiben                 | ND-32c | ND044 | Lütgendortmund  | Baumgruppe aus Scheinzypressen und Eiben, Baum C | Park Haus Dellwig ⊙                                           | 180 cm                    | 1875       |
| ND-32 Scheinzypressen und Eiben                 | ND-32d | ND044 | Lütgendortmund  | Baumgruppe aus Scheinzypressen und Eiben, Baum D | Park Haus Dellwig ⊙                                           | 280 cm                    | 1875       |
| ND-33 Hänge-Buche                               | ND-33  | ND050 | Huckarde        | Hänge-Buche                                      | Rahmer Wald, Familiengruft Haus Westhusen ⊙                   | 180 cm                    | 1895       |
| ND-34 Stieleiche                                | ND-34  | ND052 | Innenstadt-Nord | Stieleiche                                       | Fredenbaumpark, Westerholz ⊙                                  | 300 cm                    | 1895       |
| ND-35 Platane                                   | ND-35  | ND053 | Innenstadt-Nord | Platane                                          | Fredenbaumpark, Pumpwerk Evinger Bach ⊙                       | 380 cm                    | 1880       |
|                                                 | ND-36  | ND055 | Innenstadt-West | Tulpenbaum                                       | Südwestfriedhof                                               | 310 cm                    | 1895       |
| ND-37 Zuckerahorn                               | ND-37  | ND056 | Innenstadt-Ost  | Zuckerahorn                                      | Westfalenpark, Kaiserhain ⊙                                   | 450 cm                    | 1855       |
| ND-38 Feuerahorn                                | ND-38  | ND057 | Innenstadt-Ost  | Feuerahorn (dreistämmig)                         | Westfalenpark, Kaiserhain (vermutlich 2020 gefällt) ⊙         | 270 cm                    | 1935       |
| ND-39 Buntblättriger Ahorn                      | ND-39  | ND059 | Innenstadt-Ost  | Buntblättriger Berg-Ahorn                        | Westfalenpark ⊙                                               | 380 cm                    | 1885       |
| ND-40 Kaukasische Flügelnüsse                   | ND-40  | ND061 | Innenstadt-Ost  | Gruppe aus Kaukasischen Flügelnüssen             | Westfalenpark ⊙                                               | 100 – 350 cm              | 1945       |
| ND-41 Rotbuche                                  | ND-41  | ND062 | Innenstadt-Ost  | Blutbuche                                        | Westfalenpark (dort steht eine Rotbuche) ⊙                    | 430 cm                    | 1885       |
|                                                 | ND-42  | ND064 | Innenstadt-Ost  | Findling                                         | Westfalenpark ⊙                                               | 180 × 130 × 50 cm         |            |
| ND-43 Mammutbaum                                | ND-43  | ND065 | Innenstadt-Ost  | Mammutbaum                                       | Westfalenpark ⊙                                               | 400 cm                    | 1925       |
| ND-44 Korkbäume                                 | ND-44  | ND069 | Innenstadt-Ost  | Gruppe aus 3 Korkbäumen                          | Westfalenpark ⊙                                               | 180 + 215 + 250 cm        | 1945       |
| ND-45 Platane                                   | ND-45  | ND072 | Innenstadt-Ost  | Platane                                          | Ostenfriedhof ⊙                                               | 470 cm                    | 1874       |
| ND-46 Trauerbuche                               | ND-46  | ND073 | Brackel         | Trauerbuche                                      | Jüdischer Friedhof auf dem Hauptfriedhof Dortmund, Rennweg ⊙  | 225 cm                    | 1915       |
| ND-47 Platane                                   | ND-47  | ND076 | Brackel         | Platane                                          | Hauptfriedhof, Trauerhalle ⊙                                  | 510 cm                    | 1832       |
| ND-48 Feldahorn                                 | ND-48  | ND077 | Brackel         | Feldahorn                                        | Hauptfriedhof, nördlich des Westfalendamms ⊙                  | 270 cm                    | 1915       |
| ND-49 Baumhasel                                 | ND-49  | ND078 | Brackel         | Baumhasel                                        | Hauptfriedhof ⊙                                               | 280 cm                    | 1915       |
|                                                 | ND-50  | ND079 | Brackel         | Esche                                            | Buddenacker, Südwestseite                                     | 300 cm                    | 1865       |
|                                                 | ND-51  | ND086 | Aplerbeck       | Blutbuche                                        | Park Rittergut Haus Sölde                                     | 530 cm                    | 1785       |
|                                                 | ND-52  | ND087 | Hombruch        | Stieleiche                                       | An der Palmweide, Nordseite ⊙                                 | 380 cm                    | 1850       |
|                                                 | ND-53  | ND088 | Hombruch        | Stieleiche                                       | Evangelischer Friedhof Eichlinghofen ⊙                        | 470 cm                    | 1785       |
|                                                 | ND-54  | ND089 | Hombruch        | Ginkgobaum                                       | Rombergpark, am großen Teich ⊙                                | 270 cm                    | 1945       |
|                                                 | ND-55  | ND090 | Hombruch        | Roteiche                                         | Rombergpark, am großen Teich ⊙                                | 400 cm                    | 1875       |
| ND-56 Platanengruppe                            | ND-56a | ND091 | Hombruch        | Platanengruppe, Baum A                           | Rombergpark, am großen Teich ⊙                                | 450 cm                    | 1804       |
| ND-56 Platanengruppe                            | ND-56b | ND091 | Hombruch        | Platanengruppe, Baum B                           | Rombergpark, am großen Teich ⊙                                | 460 cm                    | 1804       |
| ND-56 Platanengruppe                            | ND-56c | ND091 | Hombruch        | Platanengruppe, Baum C                           | Rombergpark, am großen Teich ⊙                                | 460 cm                    | 1804       |
|                                                 | ND-57  | ND093 | Hombruch        | Schlitzblättrige Rotbuche                        | Rombergpark ⊙                                                 | 460 cm                    | 1805       |
| ND-58 Platane                                   | ND-58  | ND094 | Hombruch        | Platane                                          | Rombergpark ⊙                                                 | 470 cm                    | 1884       |
|                                                 | ND-59  | ND097 | Hombruch        | Gruppe aus 2 Blutbuchen                          | Rombergpark, am großen Teich ⊙                                | 590 + 480 cm              | 1825       |
| ND-60 Findling                                  | ND-60  | ND101 | Hombruch        | Gneis-Findling                                   | Rombergpark ⊙                                                 | 80 × 70 × 80 cm           |            |
|                                                 | ND-61  | ND103 | Hombruch        | Blutbuche                                        | Haus Husen, Syburger Dorfstr.                                 | 460 cm                    | 1810       |
|                                                 | ND-62  | ND106 | Hombruch        | Winterlinde                                      | Großholthausen, östlich Großholthauser Str.                   | 480 cm                    | 1700       |
|                                                 | ND-63  | ND108 | Hombruch        | Traubeneiche                                     | Einmündung Löttringhauser Str. / Kruckeler Str.               | 510 cm                    |            |
|                                                 | ND-64  | ND109 | Hombruch        | Gruppe aus Blutbuche, Rotbuche                   | Düwelsiepen                                                   | 250 + 350 cm              |            |
|                                                 | ND-65  | ND110 | Hörde           | Stieleiche                                       | Nördlich Clematisweg                                          | 480 cm                    | 1735       |
|                                                 | ND-66  | LB066 | Lütgendortmund  | Stieleiche                                       | Westricher Str. (vermutlich gefällt und ersetzt) ⊙            | 380 cm                    | 1895       |
|                                                 | ND-67  |       | Innenstadt-Nord | Tulpenbaum                                       | Hoeschpark                                                    | 320 cm                    |            |
| ND-68 Platane                                   | ND-68  |       | Lütgendortmund  | Platane                                          | Volksgarten Lütgendortmund ⊙                                  | 470 cm                    | 1885       |
|                                                 | ND-69  |       | Lütgendortmund  | Roteiche                                         | Volksgarten Lütgendortmund (vermutlich gefällt und ersetzt) ⊙ | 300 cm                    |            |
|                                                 | ND-70  |       | Brackel         | Kolchischer Ahorn                                | Hauptfriedhof, Am Gottesacker, vor der Trauerhalle            | 320 cm                    |            |
| ND-71 Hybridpappel                              | ND-71  | ND070 | Innenstadt-Ost  | Hybridpappel                                     | Westfalenpark ⊙                                               | 600 cm                    | 1845       |
| ND-72 Mammutbaumgruppe · ND-72 Mammutbaumgruppe | ND-72a |       | Hombruch        | Gruppe aus 9 Mammutbäumen, Baum A                | Rombergpark ⊙                                                 | 400 cm                    |            |
| ND-72 Mammutbaumgruppe · ND-72 Mammutbaumgruppe | ND-72b |       | Hombruch        | Gruppe aus 9 Mammutbäumen, Baum B                | Rombergpark ⊙                                                 | 400 cm                    |            |
| ND-72 Mammutbaumgruppe · ND-72 Mammutbaumgruppe | ND-72c |       | Hombruch        | Gruppe aus 9 Mammutbäumen, Baum C                | Rombergpark ⊙                                                 | 400 cm                    |            |
| ND-72 Mammutbaumgruppe · ND-72 Mammutbaumgruppe | ND-72d |       | Hombruch        | Gruppe aus 9 Mammutbäumen, Baum D                | Rombergpark ⊙                                                 | 400 cm                    |            |
| ND-72 Mammutbaumgruppe · ND-72 Mammutbaumgruppe | ND-72e |       | Hombruch        | Gruppe aus 9 Mammutbäumen, Baum E                | Rombergpark ⊙                                                 | 400 cm                    |            |
| ND-72 Mammutbaumgruppe · ND-72 Mammutbaumgruppe | ND-72f |       | Hombruch        | Gruppe aus 9 Mammutbäumen, Baum F                | Rombergpark ⊙                                                 | 400 cm                    |            |
| ND-72 Mammutbaumgruppe · ND-72 Mammutbaumgruppe | ND-72g |       | Hombruch        | Gruppe aus 9 Mammutbäumen, Baum G                | Rombergpark ⊙                                                 | 400 cm                    |            |
| ND-72 Mammutbaumgruppe · ND-72 Mammutbaumgruppe | ND-72h |       | Hombruch        | Gruppe aus 9 Mammutbäumen, Baum H                | Rombergpark ⊙                                                 | 400 cm                    |            |
| ND-72 Mammutbaumgruppe · ND-72 Mammutbaumgruppe | ND-72i |       | Hombruch        | Gruppe aus 9 Mammutbäumen, Baum I                | Rombergpark ⊙                                                 | 400 cm                    |            |
| ND-73 Platane                                   | ND-73  |       | Hombruch        | Platane                                          | Rombergpark, am Torhaus ⊙                                     | 410 cm                    |            |
|                                                 | ND-74  | ND003 | Eving           | Rotbuche                                         | Grävingholz ⊙                                                 | 470 cm                    | 1860       |
|                                                 | ND-75  |       | Brackel         | Orient-Buche                                     | Hauptfriedhof                                                 | 350 cm                    |            |
|                                                 | ND-76  |       | Brackel         | Grau-Erle                                        | Hauptfriedhof                                                 | 280 cm                    |            |